# Neuradopsis
Neuradopsis es un género con tres especies de plantas fanerógamas perteneciente a la familia Neuradaceae. 

## Especies
- Neuradopsis austroafricana
- Neuradopsis bechuanensis
- Neuradopsis grieloidea